# هانس دپه
هانس دپه (آلمانی: Hans Deppe؛ ۱۲ نوامبر ۱۸۹۷ – ۲۳ سپتامبر ۱۹۶۹) کارگردان فیلم و هنرپیشه اهل آلمان بود.